# Mirjam Ohringer
Mirjam Ohringer (Amsterdam, 26 oktober 1924 – aldaar, 29 mei 2016) was een overlevende van de Jodenvervolging. Haar ouders waren Joden uit Galicië. Tijdens de Duitse bezetting verspreidde zij de illegale Waarheid. In 1942 dook ze onder, waardoor zij de oorlog overleefde.
Na de oorlog trouwde ze een Nederlandse man en kreeg de Nederlandse nationaliteit. Zij sloot zich aan bij de CPN en was politiek actief. Bekend werd zij als secretaris, later tot haar overlijden als voorzitter van de Stichting Vriendenkring ‘Mauthausen.’ Ze werd ook bestuurslid van het Sachsenhausencomité, van het Verenigd Verzet en zat in het 4 en 5 mei comité van Amsterdam. Ook gaf zij rondleidingen in het Verzetsmuseum. Zij sprak regelmatig voor jongeren en studenten, ook in Duitsland en Oostenrijk, over fascisme, vervolging en verzet.
In 1995 vertelde Ohringer haar levensverhaal aan het USC Shoah Foundation Institute, opgericht in 1994 door Steven Spielberg. Dit verhaal is opgenomen in de Collectie 2000 Getuigen Vertellen van het Joods Museum.
Voor haar werk kreeg ze in 1997 een Oostenrijkse onderscheiding.
Op de Kristallnachtherdenking van 2010 was ze een van de sprekers.
Mirjam Ohringer werkte  in 2008 mee aan het boek met dvd: Een Verhaal uit Duizenden - kleinkinderen over de erfenis van de Shoah.